# 村田正幸
村田 正幸（むらた まさゆき、1971年6月22日 - ）は、大阪府東大阪市出身の元プロ野球選手（投手）。
東京ヤクルトスワローズの打撃投手を長らく務め、2015年より一軍用具担当となる。

## 来歴・人物
東大阪市立枚岡中学校で2年からエースとなり、盾津高では3年次の夏に大阪府大会ベスト16に進出。
福井工業大学への進学に失敗し、高校卒業後は松田清が開設した松田野球塾に1年間所属し、1990年オフにドラフト外でヤクルトスワローズに入団。同期入団に岡林洋一、高津臣吾、松元秀一郎などがいる。
一軍登板がないまま、1993年に現役を引退。
現役引退後は、打撃投手に転身し21年の長きにわたり務め3回のリーグ優勝を裏から支えた。2015年より一軍用具担当を務める。

## 詳細情報

### 年度別投手成績
- 一軍公式戦出場なし

### 背番号
- 64 （1991年 - 1993年）
- 94 （1994年 - 2009年）
- 104 （2010年 - 2014年）